# Смольненское сельское поселение
Смольненское се́льское поселе́ние — муниципальное образование в Ичалковском районе Мордовии Российской Федерации.
Административный центр — посёлок Смольный.

## История
Статус и границы сельского поселения установлены Законом Республики Мордовия от 1 декабря 2004 года № 98-З «Об установлении границ муниципальных образований Ичалковского муниципального района, Ичалковского муниципального района и наделении их статусом сельского поселения и муниципального района».

## Население
| 2002  | 2010  | 2012  | 2013  | 2014  | 2015  | 2016  |
| ----- | ----- | ----- | ----- | ----- | ----- | ----- |
| 1546  | ↗1601 | ↗1604 | ↘1572 | ↘1547 | ↘1507 | ↘1474 |
| 2017  | 2018  | 2019  | 2020  | 2021  |       |       |
| ↘1467 | ↘1437 | ↘1411 | ↘1373 | ↘1236 |       |       |

## Состав сельского поселения
| № | Населённый пункт | Тип населённого пункта          | Население |
| - | ---------------- | ------------------------------- | --------- |
| 1 | Калыша           | посёлок                         | ↘105      |
| 2 | Обрезки          | посёлок                         | ↘4        |
| 3 | Смольный         | посёлок, административный центр | ↗1492     |

## Экономика
На территории сельского поселения находятся Львовское лесничество, Национальный парк «Смольный», АТП. 